# Tamerlán (ópera)
Tamerlán (título original en italiano, Tamerlano, HWV 18) es una ópera en tres actos con música de Georg Friedrich Händel y libreto en italiano de Nicola Francesco Haym, el cual lo adaptó de los libretos de Agostin Piovene y Nicolas Pradon.
Tamerlán es una de las principales obras de Handel, la cual compuso en espacio de 20 días en julio de 1724, en un año en el que compuso otras dos de sus grandes óperas; Giulio Cesare y Rodelinda. El papel de Bajazet (Bayaceto) fue uno de los primeros grandes papeles escritos para tenor.

## Representaciones
La primera representación se realizó en el King's Theatre de Londres el 31 de octubre de 1724. Hubo 12 presentaciones más en la misma temporada y se volvió a presentar el 13 de noviembre de 1731. Posteriormente se hizo una producción de la ópera en Hamburgo, con los recitativos en alemán y las arias en italiano. La primera producción moderna se realizó en Karlsruhe el 7 de septiembre de 1924.
Esta ópera se representa poco; en las estadísticas de Operabase aparece la n.º 217 de las óperas representadas en 2005-2010, siendo la 25.ª en el Reino Unido y la decimotercera de Händel, con 13 representaciones en el período.

## Personajes
| Personaje                                                          | Tesitura      | Reparto el 31 de octubre de 1724 (Director: - ) |
| ------------------------------------------------------------------ | ------------- | ----------------------------------------------- |
| Tamerlano, Emperador del tártaros                                  | alto castrato | Andrea Pacini                                   |
| Bajazet, Sultán de los turcos                                      | tenor         | Francesco Borosini                              |
| Asteria, Hija de Bajazet                                           | soprano       | Francesca Cuzzoni                               |
| Andronico, Príncipe Griego                                         | alto castrato | Senesino                                        |
| Irene, Princesa del Imperio de Trebisonda, desposada con Tamerlano | alto          | Anna Dotti                                      |
| Leone, Amigo de Andronico y Tamerlano                              | bajo          | Giuseppe Maria Boschi                           |

## Sinopsis

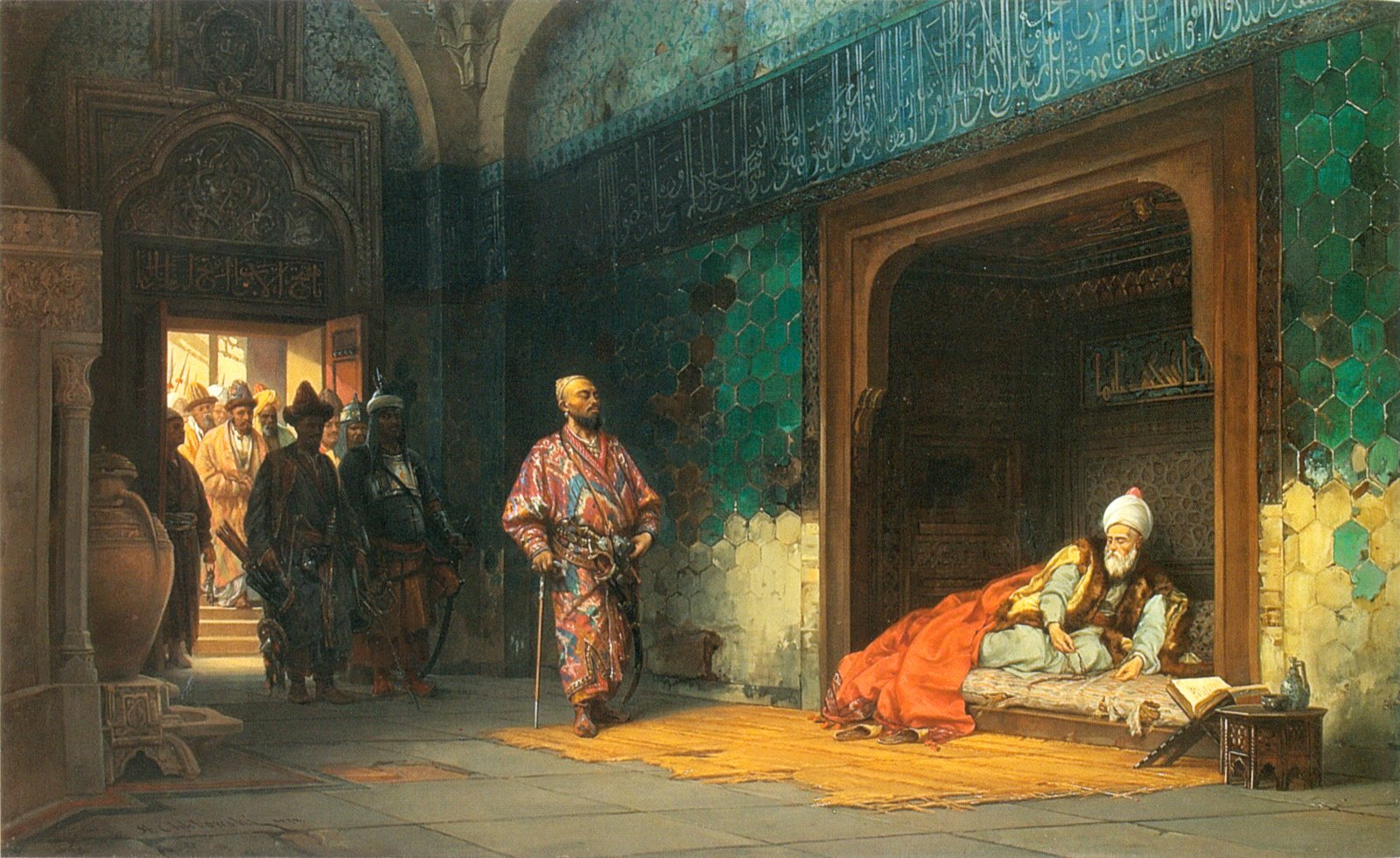
Yo, que estaba cautivo de Timur. Pintura que representa a Bajazet (Stanisław Chlebowski, 1878)

La historia comienza en el año 1402, cuando el emperador Otomano Bajazet, ha sido derrotado por Tamerlano. Asteria, que ama a Andrónico, aliado de Tamerlano, espera casarse con él para firmar la paz y conseguir que cesen las hostilidades con su padre. Pero Tamerlano se ha adelantado capturando a Bajazet, y auto-prometiéndose con Asteria, despreciando a Irene de Trebisonda y dándosela al griego. Y es que Tamerlano, que sabe de los sentimientos de Andrónico difama, a este ante Asteria. Pero ayudado por Irene, de incógnito, deshace el encuentro para Andrónico y preparan una venganza a Tamerlano. Pero sin saber este hecho Asteria y Bajazet están dispuestos a suicidarse, y hacer beber ese veneno también a Tamerlano. Irene impide el atentado, pero Bajazet bebe y muere envenenado ante los ojos del tártaro, quien apela a la benevolencia del tirano. El suicidio del rey hace recapacitar a Tamerlano, quien libera a Asteria que esperaba la muerte y al abúlico Andrónico, del mismo modo que toma a Irene en matrimonio. La ópera termina con un final agridulce, aunque la muerte del Otomano ha sido el medio para que Andrónico y Asteria puedan marchar a Grecia.

## Arias Destacadas
- "Forte e lieto a morte andrei" (Bajazet),
- "Ciel e terra armi disdegno" (Bajazet),
- "Empio per farti guerra" (Bajazet),
- "Bella Asteria" (Andronico),
- "Se non mi vuol amar" (Asteria),
- "Par che mi nasca" (Irene).

## Otra versión
- Bajazet es una ópera compuesta por Haendel con el mismo libreto de Piovenne, la única grabación completa de esta obra fue lanzada por virgin classics el 10 de mayo de 2005.

## Grabaciones destacadas
- ORYX 4XLC 2 (USA issue on Cambridge): Alexander Young, Carole Bogarde, Sophia Steffan, Gwendolyn Killebrew, Joanna Simon, Marius Rintzler; Chamber Orchestra of Copenhagen; John Moriarty, director[5]
- CBS 13M 37893: Henri Ledroit, John Elwes, Mieke van der Sluis, René Jacobs, Isabelle Poulenard, Gregory Reinhart; La Grande Écurie et La Chambre du Roy; Jean-Claude Malgoire, director[6]
- Erato NUM 75278-3: Derek Ragin; Nigel Robson; Nancy Argenta; Michael Chance; Jane Findlay; René Schirrer; English Baroque Soloists; John Eliot Gardiner, director[7]